# Twinnia hydroides
Twinnia hydroides är en tvåvingeart som beskrevs av Gottfried Novak 1956. Twinnia hydroides ingår i släktet Twinnia och familjen knott. Inga underarter finns listade i Catalogue of Life.